# Balisa

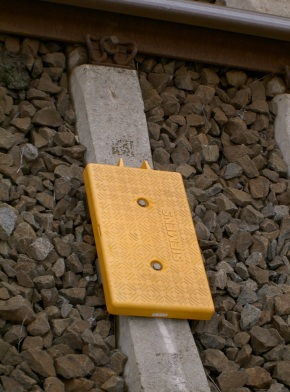
Eurobalisa, przekazująca informacje do urządzeń kabinowych pojazdu

Balisa – urządzenie montowane w pobliżu toru pojazdów szynowych, służące do transmisji danych między tym urządzeniem a pojazdem lub między pojazdem a tym urządzeniem.